# روبرت ويتبريشت
كان روبرت هايج ويتبريشت مهندسًا في معهد ستانفورد للأبحاث، ثم فيما بعد ف الشركة المنبثقة عنها Weitbrecht Communications التي ابتكرت جهاز المُبرِقة الكاتبة والمودم (شكل من أشكال مقرنة الصوت). 

## النشأة والتعليم
ولد ويتبرشت في أورانج ، كاليفورنيا في عام 1920. ولد أصما وكان تعليمه عاديا في معظمه باستثناء اكتساب بعض مهارات الإشارة وقراءة الشفاه من مدرسة للصم في وقت مبكر. حصل على درجة البكالوريوس في علم الفلك من جامعة كاليفورنيا في بيركلي عام 1942 وأنهى تعليمه الرسمي مع ماجستير في علم الفلك من جامعة شيكاغو في عام 1957. 

## حياته المهنية
كان ويتبرشت في البداية فيزيائيًا في مختبر الإشعاع بجامعة كاليفورنيا (المعروف الآن باسم مختبر لورنس ليفرمور الوطني)، ثم عالم الإلكترونيات في مركز اختبار الصواريخ الجوية التابع للبحرية الأمريكية. كان مهندسًا مساهماً في مشروع مانهاتن، حيث طور عداد جيجر الحديث؛  لجهوده، حصل على جائزة الإنجاز المتفوق لسلاح البحرية الأمريكية.  
حتى في أيام دراسته الثانوية، كان ويتبرشت مهتمًا براديو الهواة واستخدم جهاز التوجيه اللاسلكي للتواصل مع زملائه من مشغلي الراديو في جميع أنحاء البلاد. في عام 1964، تزامن حب التواصل مع الحاجة إلى التفاعل مع زميل لم يتمكن من تشغيل راديو هواة. لحل هذه المشكلة، أنشأ ويتبرشت جهازًا يستخدم نظام الهاتف العام لتحقيق الاتصال: جهاز مبرقة كاتبة (TTY) (المُبرِقة الكاتبة) للتواصل عبر رسائل نصية عبر قنوات اتصال مختلفة. 
بعد أن تعرف عليه جيمس ك. مارسترز، ابتكر ويتبريشت تصميمًا منقحًا لمقرنة الصوت (نوع من المودم)، والذي استخدم قمع الصدى.  في عام 1964، تكيف مارسترز وويتبريشت مع معدات المبرقة الكاتبة المستعملة، وأجرى ويتبريشت أول مكالمة هاتفية ناجحة من مبرقة كاتبة من شخص أصم إلى آخر. استغرق الأمر عدة محاولات، حتى ظهرت كلمات ويتبريشت بوضوح: «هل تطبع الآن؟ دعنا نتوقف الآن ونتفاخر بالنجاح.»  اليوم، يعرف هذا النوع من الأجهزة كجهاز اتصالات للصم.

## الحياة الشخصية
حصل ويتبريشت على رخصة طيار في عام 1967. توفي ويتبريشت بعد تورطه في حادث سيارة في عام 1983. 

## روابط خارجية
- البحث عن المساعدات لأوراق روبرت ويتبرخت، 1931-1982، مكتبة بانكروفت